# Соколовская-Кулеша, Беата
Беа́та Соколо́вская-Куле́ша (пол. Beata Sokołowska-Kulesza; род. 10 января 1974, Гожув-Велькопольский) — польская гребчиха-байдарочница, выступала за сборную Польши в конце 1990-х — середине 2000-х годов. Дважды бронзовая призёрша летних Олимпийских игр, чемпионка мира, пятикратная чемпионка Европы, победительница многих регат национального и международного значения.

## Биография
Беата Соколовская родилась 10 января 1974 года в городе Гожув-Велькопольский Любуского воеводства. Активно заниматься греблей на байдарках начала в раннем детстве, проходила подготовку в местном спортивном клубе MKKS-MOS.
Первого серьёзного успеха на взрослом международном уровне добилась в 1999 году, когда попала в основной состав польской национальной сборной и побывала на чемпионате Европы в хорватском Загребе, где одержала победу во всех трёх женских дисциплинах, в которых принимала участие: в двойках на дистанциях 200, 500 и 1000 метров. Кроме того, в этом сезоне съездила на чемпионат мира в Милане и четырежды поднималась там на пьедестал почёта, получила серебро в двойках на двухстах метрах, золото в двойках на пятистах метрах, а также бронзу в четвёрках на двухстах и пятистах метрах.
На домашнем европейском первенстве 2000 года в Познани Соколовская стала победительницей в зачёте двухместных байдарок в гонках на 200 и 500 метров, тогда как на километре вынуждена была довольствоваться бронзой. Благодаря череде удачных выступлений удостоилась права защищать честь страны на летних Олимпийских играх в Сиднее — вместе с напарницей Анетой Пастушкой завоевала в двойках на пятистах метрах бронзовую медаль, пропустив вперёд только экипажи из Германии и Венгрии, в то время как в четвёрках на пятистах метрах показала в решающем заезде четвёртый результат, немного не дотянув до призовых позиций.
В 2001 году на чемпионате Европы в Милане Соколовская выиграла бронзовую медаль в двойках на двухстах метрах и серебряную медаль в двойках на тысяче метрах. Позже на чемпионате мира в Познани добавила в послужной список две серебряные награды, полученные в тех же дисциплинах. Два года спустя на мировом первенстве в американском Гейнсвилле трижды становилась бронзовой призёршей, заняв третье место в таких дисциплинах как К-2 200 м, К-2 500 м и К-4 200 м. Будучи в числе лидеров гребной команды Польши, благополучно прошла квалификацию на Олимпийские игры 2004 года в Афинах — в паре с той же Пастушкой повторила успех четырёхлетней давности, вновь выиграла бронзу в двойках на пятистах метрах — вновь её обошли спортсменки из Венгрии и Германии.
После афинской Олимпиады Беата Соколовская-Кулеша ещё в течение некоторого времени оставалась в основном составе польской национальной сборной и продолжала принимать участие в крупнейших международных регатах. Так, в 2005 году она побывала на мировом первенстве в Загребе, откуда привезла награду серебряного достоинства, выигранную в зачёте четырёхместных байдарок на дистанции 200 метров. Вскоре по окончании этих соревнований приняла решение завершить карьеру профессиональной спортсменки, уступив место в сборной молодым польским гребчихам.
За выдающиеся спортивные достижения награждена золотым Крестом Заслуги (2000) и кавалерским рыцарским крестом Ордена Возрождения Польши (2004).